# Эль-Фани, Софиан
Софиан Эль-Фани (фр. Sofian El Fani; род. 28 января 1974) — тунисский кинооператор

## Биография
С 2000 снял несколько короткометражных и документальных лент режиссёров из Северной Африки. В 2008 начал работать с Абделатифом Кешишем, с которым с тех пор сотрудничает постоянно.

## Избранная фильмография
- 2005: Париж-метис/ Paris la métisse (коллективный проект)
- 2008: Sueur (Абделатиф Кешиш, короткометражный)
- 2009: След нашей тоски/ Le Fil (Мехди Бен-Аттиа)
- 2010: Конец декабря/ Fin décembre (Моэз Камун)
- 2010: Чёрная Венера/ Vénus noire (Абделатиф Кешиш)
- 2013: Жизнь Адель (Абделатиф Кешиш; номинация на премию Сезар за лучшую операторскую работу)
- 2013: Face à la mer (Оливье Лусто, короткометражный)
- 2014: Тимбукту (Абдеррахман Сисако)